# Edricus productus
Edricus productus är en spindelart som beskrevs av Octavius Pickard-Cambridge 1896.
Edricus productus ingår i släktet Edricus och familjen hjulspindlar. Inga underarter finns listade i Catalogue of Life.